# 前612年
| 千纪： | 前1千纪 |
| 世纪： | 前8世纪 \| 前7世纪 \| 前6世纪 |
| 年代： | 前640年代 \| 前630年代 \| 前620年代 \| 前610年代 \| 前600年代 \| 前590年代 \| 前580年代                                                                                   |
| 年份： | 前617年 \| 前616年 \| 前615年 \| 前614年 \| 前613年 \| 前612年 \| 前611年 \| 前610年 \| 前609年 \| 前608年 \| 前607年                                                     |
| 纪年： | 周匡王元年 魯文公十五年 齊懿公元年 晉靈公九年 秦康公九年 宋昭公八年 楚庄王二年 衛成公二十三年 陈灵公二年 蔡庄侯三十四年 曹文公六年 郑穆公十六年 燕桓公六年 杞桓公二十五年 |

## 大事記
- 新巴比倫王國聯合米底人攻陷尼尼微。
- 齊懿公見晉國霸權衰落，派軍隊侵犯魯國西部邊境，爆發齊攻魯、攻曹之戰。

## 逝世
- 辛·沙里施昆：新亞述帝國最後一位君主。